# بنافة
المطبخ الموريتاني من أكثر المطابخ المشهورة حول العالم، ويشتهر بأكلاته المتنوعة وأصنافه المتعددة، وتتأثر العديد من أطباقه بالمطبخ الإفريقي وتحديداً من السنغال وأيضاً من المطبخ  المغربي، ويرجع هذا التداخل نتيجة أسباب تاريخية متعلقة بالاستعمار الفرنسي للبلاد.

## وجبة بنافة أو الطاجين
هي وجبة تقليدية في موريتانيا، وتشتهر في شهر رمضان المبارك، وتعد طبق رمضاني أساسي على المائدة الرمضانية في موريتانيا.

## مكونات البنافة
تتكون من اللحم المقطع أو غير مقطع حسب الرغبة بالإضافة إلى البطاطس المقطعة وكذلك البصل ويوضع الجميع في مرجل واحد ويطبخ ثم يوضع في إناء التقديم ويؤكل مع الخبز.
وجدير بالذكر أن جميع الوجبات الموريتانية تؤكل باليد بدون شوكة أو سكين.